# Okoppe
Okoppe (japanska: 興部町?, Okoppe-chō) är en landskommun (köping) i Hokkaido prefektur i Japan. 